# 巴爾溫基夫
48°7′4″N 25°1′58″E / 48.11778°N 25.03278°E
巴爾溫基夫（烏克蘭語：Барвінків），是烏克蘭的村落，位於該國西部伊萬諾-弗蘭科夫斯克州，由韋爾霍維納區負責管轄，始建於1720年，面積3平方公里，2001年人口291，人口密度每平方公里97人。